# Theriaka y Alexipharmaca
El Theriaka y Alexipharmaka de Nicandro es un códice iluminado del siglo X, conservado en la Biblioteca Nacional de Francia bajo la signatura Supplément grec 247.

## Historia y descripción
Médico, poeta y gramático, Nicandro de Colofón vivió en la corte de Atala III, rey de Pérgamo. Su Theriaka versa sobre las mordeduras de los animales salvajes, serpientes e insectos venenosos, mientras que su Alexipharmaka lo hace sobre otros venenos de origen vegetal y mineral, así como las precauciones que hay que tomar y los remedios propios para su curación. Sus fórmulas mágicas, que comprenden de 50 a 60 sustancias, fueron aumentadas por Mitrídates, sobre todo con opio y hierbas aromáticas, por Critón, el médico de Trajano, y muy especialmente por Andrómaco, el médico de Nerón.
Las obras de Nicandro que se conservan en este manuscrito  son dos poemas que pertenecen al género llamado didáctico, caracterizado por la presentación de un contenido científico hecho más accesible (y en cualquier caso más fácilmente memorizable) por su versificación. Los Theriaka son el conjunto de datos que es conveniente conocer para hacer frente a los envenenamientos por picadura de serpientes, escorpiones y demás animales, marinos, aéreos o terrestres. Estos datos pueden dividirse en tres categorías fundamentales: la descripción física y la etología de los animales venenosos, los síntomas de sus mordeduras y picaduras y, finalmente, los tratamientos para los envenenamientos.
Los Alexipharmaka, por su parte, están constituidos por 630 versos que tratan de los venenos absorbidos por vía oral. Estos venenos, en número de veintiuno, son de toda naturaleza, vegetales, animales y minerales. Su estudio se basa en la especificidad de las acciones tóxicas y, por lo tanto, de las terapias. Los Alexipharmaka están bien estructurados, con una sistemática división tripartita de la parte consagrada a cada uno de los venenos: descripción física de la solución en la que el veneno se mezclaba, cuadro clínico de los síntomas que siguen al envenenamiento y enumeración de las terapias específicas.
El sello español M. Moleiro Editor ha publicado la primera y única reproducción facsímil del Theriaka y Alexipharmaka, en una edición de lujo limitada a 987 ejemplares, acompañada de un volumen de estudio a cargo de Alain Touwaide (Consejo Superior de Investigaciones Científicas), Jean Pierre Angremy (Académie Française, Presidente de la Bibliothèque nationale de France), Christian Förstel (Bibliothèque nationale de France) y Grégoire Aslanoff (Université de Paris I - Panthéon - Sorbonne).